# RCA 1802

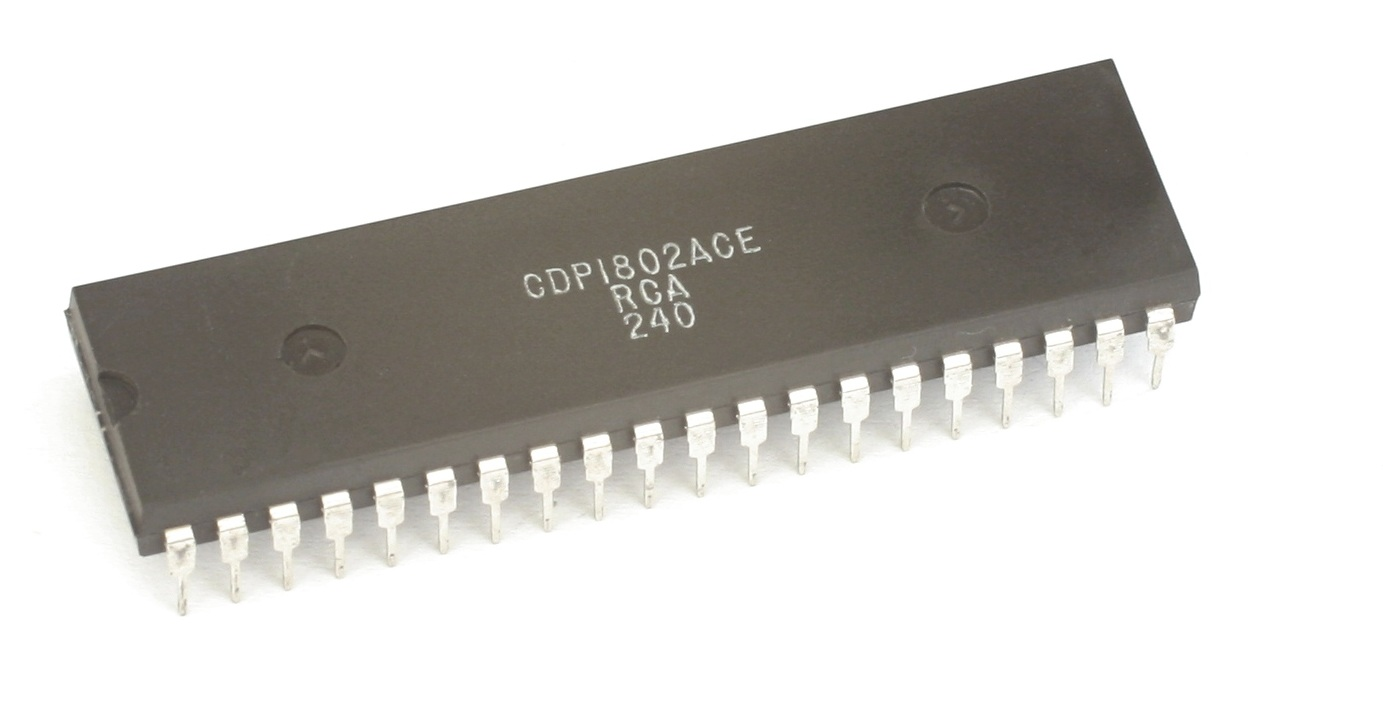
RCA CDP 1802.

Le RCA 1802 ou RCA CDP1802 ou COSMAC (Complementary Symmetry Monolithic Array Computer) est un microprocesseur 8-bit de technologie CMOS produit par la société RCA à partir de début 1976. Il est toujours produit par la société Intersil pour des applications nécessitant une fiabilité élevée.

## Historique
Le microprocesseur RCA CDP1802 découle des travaux de Joseph Weisbecker qui a mis au point une nouvelle architecture 8 bits en 1970 et 1971. RCA a décliné cette architecture en utilisant sa technologie CMOS pour produire les  COSMAC 1801R et 1801U en 1975 et en 1976 les deux puces ont été réunies pour former le 1802,,. 

## Caractéristiques techniques
Le RCA 1802  est un microprocesseur CMOS  doté d'une architecture statique. Il n'y a pas de valeur minimum pour la fréquence d'horloge ce qui lui permet de tourner à très faible vitesse en consommant peu d'énergie. Il a un bus 8-bit avec un bus de données bidirectionnel  et un bus d'adresse multiplexé véhiculant des adresses sur 16 bits. Il dispose d'un seul port programmable et comporte 16 registres de 16 bits pour son processeur.

## Version durcie
Une version sur support de type silicium sur saphir était produite pour des applications nécessitant une bonne tolérance aux radiations et aux décharges électrostatiques. Cette caractéristique alliée à la fréquence d'horloge basse en a fait à son époque un microprocesseur bien adapté aux applications spatiales. La sonde spatiale Galileo lancée en 1989 (mais dont la conception remontait à une dizaine d'années auparavant) utilisait 18 microprocesseurs de ce type. Il a été également fréquemment utilisé sur les satellites en orbite terrestre.

## Utilisation dans les microordinateurs
Un certain nombre de microordinateurs ont utilisé ce microprocesseur : les Comx-35, COSMAC ELF (1976), COSMAC VIP, Netronics ELF II, Quest SuperELF, Telmac 1800 finlandais, l'Oscom Nano, les Pecom 32 et 64 yougoslaves ainsi que la console de jeux vidéo RCA Studio II.

### Source
- (en) Cet article est partiellement ou en totalité issu de l’article de Wikipédia en anglais intitulé « RCA 1802 » (voir la liste des auteurs).